# بيل ويلسون (سياسي)
بيل ويلسون (بالإنجليزية: Bill Wilson)‏ هو سياسي بريطاني، ولد في 11 ديسمبر 1963 في بيزلي في المملكة المتحدة. نشط حزبياً في الحزب القومي الاسكتلندي وحزب العمال. في الانتخابات النيابية العمومية الاسكتلندية 2007 ‏، انتخب عضو البرلمان الاسكتلندي الثالث ‏ عن دائرة West of Scotland (Scottish Parliament electoral region) ‏ وقد انضم خلال فترته النيابية ‏ (3 مايو 2007 – 22 مارس 2011) للكتلة البرلمانية الحزب القومي الاسكتلندي.